# Geminigera
Geminigera ist eine Gattung von Cryptophyceen aus der Familie Geminigeraceae.
Sie gehört zur Geminigera/Plagioselmis/Teleaulax-Komplex genannten Klade innerhalb der Familie Geminigeraceae.
Die nach ihren einzigartigen Pyrenoiden benannte Gattung Geminigera besteht aus einer einzigen mixotrophen Art (Spezies), G. cryophila.
Die Art und Gattung wurde 1968 entdeckt und kennzeichnet sich dadurch aus, dass sie bei sehr kalten Temperaturen, z. B. unter dem antarktischen Eis, lebt.
Ursprünglich wurde die Spezies G. cryophila (bzw. die heutige Gattung Geminigera) zur Gattung Cryptomonas gezählt; als eigenständige Gattung wurde Geminigera erst 1991 von D. R. A. Hill offiziell beschrieben.

## Etymologie
Die Gattung Geminigera wurde nach ihren charakteristischen paarigen Pyrenoiden benannt. Der lateinische Name bedeutet „Träger von Zwillingen“ (lat. gemini Zwillinge, gerere tragen) und wurde in dem Original-Artikel vorgeschlagen, in dem die Gattung von Cryptomonas abgegrenzt wurde.
Das Art-Epitheton cryophila bedeutet „kälteliebend“ (latinisiert feminin von altgriechisch κρύος krýos, deutsch ‚kalt, eisig kalt‘; φίλος phílos, deutsch ‚liebend‘ – fem.).

## Forschungsgeschichte
Während die Erstbeschreibung der Gattung Geminigera aus dem Jahr 1991 stammt, wurde ihre Typusart, Geminigera cryophila, bereits 1968 (unter dem Packeis im Weddellmeer der Antarktis) entdeckt, aber als Cryptomonas cryophila der Gattung Cryptomonas zugeordnet (D. L. Taylor und C. C. Lee).
Bei weiteren morphologischen Untersuchungen 1991 durch D. R. A. Hill wurden aber zur (Typusart der Gattung Cryptomonas) Unterschiede im Furchen-Schlund-System (englisch furrow-gullet system), in der Feinstruktur des Periplasts, in den Merkmalen des Plastidalkomplexes und in der Struktur der Flagellenwurzel (Rhizostyl) festgestellt. Daher wurde die Spezies in eine eigene, neue Gattung Geminigera gestellt (unter Anpassung des Gattungsnamens im ersten Teil des binären Artnamens).
1999 wurde dann festgestellt, dass die Gattung nicht mehr in die Familie Cryptomonadceae, sondern in eine eigenständige neue Familie Geminigeraceae gehört.

## Habitat und Ökologie
Geminigera ist eine marine Art, die in extrem kalten Umgebungen leben kann. Ursprünglich wurde sie unter dem Meereis im Weddellmeer (Antarktis) gefunden, später auch kultiviert bei Temperaturen zwischen −1,8 und −2 °C kultiviert.
Wie andere Cryptophyceen ist Geminigera mixotroph und ernährt sich sowohl von Bakterien in der Umgebung als auch von den Zuckern, die bei der Photosynthese entstehen.
Die zusätzlichen Zucker werden in Stärkekörner umgewandelt und in Zeiten mit wenig Licht, z. B. im Winter, verwendet.
Das Wimpertierchen Mesodinium rubrum enthält funktionelle Chloroplasten, die von den Cryptophyceen-Arten der Gattungen Teleaulax (T. amphioxeia) und Geminigera stammen (sog. Kleptoplastidie).
In der Dinoflagellaten-Gattung Amylax kommt es ebenfalls zur Kleptoplastidie: Diese Räuber stehlen ihrer Beute (Teleaulax amphioxeia und Geminigera cryophila) die Chloroplasten, ohne sie zu verdauen. Stattdessen lassen sie die fremden Chloroplasten Photosynthese betreiben, bis diese zugrunde gehen.

## Beschreibung

### Morphologie
G. cryophila ist die einzige bekannte Art innerhalb der Gattung Geminigera. Die frei schwimmenden (motilen) Einzeller sind wie andere Cryptophyceen von einem fein gestreiften Periplast umgeben, der mit kleinen Ejektisomen ausgekleidet ist.
Die Zellen sind zwischen 15 und 17 μm lang, 8–10 μm tief und 3–5 μm breit, erscheinen leicht abgeflacht mit einem etwas unregelmäßigen Profil. Am vorderen Ende sind sie nur abgestumpft, während das hintere Ende eher abgerundet ist.
Am vorderen Ende befindet sich eine mittellange Furche (englisch furrow) und ein kurzer sackartiger Schlund (en. gullet), der sich nach hinten in die Furche fortsetzt. Aus diesem Furchen-Schlund-System entspringen zwei Geißeln (Flagellen), ein typisches Merkmal der Cryptophyceen.
Diese Geißeln sind je etwa halb so lang wie Zelle selbst, was genauso für das Furchen-Schlund-System gilt.
Die Furchenrinne ist mit einer großen Anzahl von Ejektisomen ausgekleidet, die in 3–5 Reihen angeordnet sind.
Die Zellen besitzen ein einzelnes Plastid (Chloroplast, auch Chromatophor – Farbträger – genannt) mit Thylakoiden in Stapeln (von 2 oder mehr) und in einer roten bis olivbraunen Farbe, auch dies charakterisierendes Merkmal für die Gattung Geminigera.
Innerhalb des Chromatophoren befinden sich zwei Pyrenoide, die mit kurzen Stielen an gegenüberliegenden Lappen des Plastids befestigt sind. Sie haben eine nierenartige Form, die nicht durch Thylakoidstapel durchbrochen wird.
Jedes Pyrenoid ist von insgesamt vier Membranen (zwei Doppelmembranen) umgeben. Das innere Paar bildet die eigentliche Plastidenhülle, während das äußere Paar mit dem rauen endoplasmatischen Retikulum (rER) zusammenhängt (das wiederum mit der Kernhülle zusammenhängt).
Ein weiteres charakteristisches Merkmal von Geminigera ist das Phycobiliprotein Cr-Phycoerythrin 545 im Chloroplasten.
Die Mitochondrien sind groß und von unterschiedlicher Form.
Geminigera besitzt einen einzigen Golgi-Körper am vorderen Ende der Zelle.
Im Zytoplasma befinden sich außerdem mehrere große Lipidkörper; diese geben Geminigera die  unregelmäßige Form. Es wird vermutet, dass sie für das Überleben des Organismus in der antarktischen Umgebung eine Rolle spielen, aber weitere Forschungen zu diesem Thema müssen noch durchgeführt werden (Stand 1971).
Der Zellkern befindet sich am hinteren Ende der Zelle und hat einen auffälligen Nukleolus. Er ist oft fast in zwei Hälften geteilt durch eine große Einstülpung, die einen Teil des Zytoplasmas der Zelle enthält.
Anmerkung: Eine ausführliche Beschreibung der Cryptophyceen-Morphologie findet sich bei Clay et al. (1999). und Kerstin Hoef-Emden (2009).

### Vermehrung
Es wurde nachgewiesen, dass sich der Geminigera durch Spaltung ungeschlechtlich vermehrt, aber es ist nicht bekannt, ob es bei Geminigera auch  zu einer sexuellen Fortpflanzung kommt oder ob es wie bei anderen Cryptophyceen einen Generationenwechsel gibt. Insgesamt ist die Fortpflanzung von Geminigera aber noch nicht sehr gut erforscht (Stand 2014).

## Artenliste
Artenliste (Stand 18. Dezember 2021) nach National Center for Biotechnology Information (NCBI), World Register of Marine Species (WoRMS) und AlgaeBase (Stand 18. Dezember 2021):
- Spezies Geminigera cryophila (D.L.Taylor & C.C.Lee 1968) D.R.A.Hill, 1991 (Typus)

- Stamm Geminigera cryophila CCMP2564